# 오렌더
오렌더(Aurender Inc.)는 하이파이 뮤직 서버를 개발하는 기업이다.